# Ducto colédoco
O ducto colédoco (antigamente chamado de ducto biliar comum) é um ducto que transporta a bilis.
A bilis, que é sintetizada no fígado, é carregada para os ductos hepáticos esquerdo e direito, que convergem e formam o ducto hepático comum. Neste ducto a bilis pode ou entrar na porção superior do ducto biliar comum e desaguar no duodeno, ou entrar no ducto cístico para ser armazenada na vesícula biliar.
A porção terminal inferior do ducto colédoco se une com o ducto pancreático (ducto de Wirsung) do pâncreas, na ampola hepatopancreática. Lá, estes dois ductos são envolvidos por um esfincter muscular (esfíncter de Oddi), que se relaxado, permite a bilis de entrar no intestino delgado